# Жиньо
Жиньо́ (фр. Gignod) — коммуна в Италии, располагается в автономном регионе Валле-д’Аоста.
Население составляет 1436 человек (2008 г.), плотность населения составляет 57 чел./км². Занимает площадь 25 км². Почтовый индекс — 11010. Телефонный код — 0165.
Покровителем коммуны почитается святой Иларий Пиктавийский, празднование 13 января.

## Демография
Динамика населения:

## Города-побратимы
- Понлевуа, Франция

## Кухня

### Тётён
Кулинарным специалитетом Жиньо, широко известным за пределами коммуны, является тётён — колбасное изделие, изготовляемое из говяжьего вымени. С начала 1970-х годов во второй половине августа там ежегодно проводится фестиваль, посвящённый этому кушанью (франкопров. Fëta di teteun), в ходе которого на центральной площади коммуны проводится массовая дегустация вариаций тётёна, изготовленных местными производителями.

## Галерея
- Башня Жиньо
- Храм. На заднем плане, Гран-Комбен.
- Панорама развалин у Башни. На заднем плане, Пик-де-Нона и монт-Эмильюс.